# Take Off Your Pants and Jacket
Take Off Your Pants and Jacket je čtvrté studiové album skupiny Blink-182. Vydáno bylo 12. července 2001 u MCA Records. Celosvětově se jej prodalo 4,5 milionu kusů.

## Seznam písní
1. Anthem Part 2
2. Online Songs
3. First Date
4. Happy Holidays You Bastard
5. Story Of A Lonely Guy
6. The Rock Show
7. Stay Together For The Kids
8. Roller Coaster
9. Reckless Abandon
10. Everytime I Look For You
11. Give Me One Good Reason
12. Shut Up
13. Please Take Me Home